# Sławomir Kiełbus
Sławomir Kiełbus (ur. 18 października 1969 w Strzelinie k. Wrocławia) – polski rysownik komiksów i ilustrator, znany głównie z komiksu prasowego.
Mieszka w Łodzi, gdzie od 1996 pracuje jako grafik prasowy w tygodniku „Angora”. W 2002 roku zdobył nagrodę Grand Prix na Międzynarodowym Festiwalu Komiksu w Łodzi. Kontynuuje serię Janusza Christy Kajko i Kokosz.

## Albumy komiksowe
- „Gwidon”- wybór pasków;
- „Dziwne przygody kropelki wody”;
- „Czego pragną śmieci, Randi, Linka i dzieci”;
- „Jak krecik Muki pobierał nauki”;
- „Szara drużyna”;
- „Drzewo Peruna”;
- „Słynni Polscy Olimpijczycy. Władysław Komar”;
- „Słynni Polscy Olimpijczycy. Robert Korzeniowski”;
- „Słynni Polscy Olimpijczycy. Kazimierz Górski”;
- „Słynni Polscy Olimpijczycy. Bronisław Malinowski”;
- „Zaczarowana Altana” recenzja
- „Zaczarowana Altana. Druga podróż” okładka;
- „Zaczarowana Altana. Trzecia podróż”;
- „Porwani na Biosa” recenzja
- „Między dniem a snem w Wilanowie”
- „Zaczarowana Altana. Podróż czwarta”;
- „Między dniem a snem w Wilanowie” cz.2;
- „Przygody w świecie błękitnej energii”
- „Akcja Kopernik”
- Obłęd Hegemona
- Łamignat Straszliwy (historie pt. „Słoń a sprawa Zbójcerska” oraz „Pojedynek”)
- Królewska Konna
- Zaćmienie o zmierzchu

## Publikacje w antologiach
- Praga Gada o Pokoju
- Praga Gada Wiechem. Raz!
- Praga Gada Wiechem. Dwa!
- Praga Gada Wiechem. Trzy!

## Komiks prasowy
- „Gwidon”;
- „Milkymen”;
- „Wieśmin”;
- „Torfiak”;
- „Ignac”;
- jednoplanszówki na łamach „Chichotu”
- „Złoty skarb”
- komiksy dla magazynu „SALAMANDRA”

...i wiele innych.